# Ачес
Ачес — река в России, протекает по Соликамскому району Пермского края. Устье реки находится в 7 км по левому берегу реки Вильва. Длина реки составляет 20 км.
Исток реки в лесном массиве северо-западнее села Вильва в 33 км к северо-западу от центра Соликамска. Река в верховьях течёт на северо-восток, затем поворачивает на юго-восток. Всё течение проходит по лесному массиву, населённых пунктов кроме покинутой деревни Ачас на берегах нет. Впадает в реку Вильва чуть ниже села Вильва.

## Данные водного реестра
По данным государственного водного реестра России относится к Камскому бассейновому округу, водохозяйственный участок реки — Кама от водомерного поста у села Бондюг до города Березники, речной подбассейн реки — бассейны притоков Камы до впадения Белой. Речной бассейн реки — Кама.
Код объекта в государственном водном реестре — 10010100212111100006796.